# رفراف سولا القزم
رفراف سولا القزم (الاسم العلمي Ceyx wallacii)، نوع من جنس مخيط الماء المنتمي إلى فصيلة الرفرافيات. موطنه جزر سولا الإندونيسية.